# Kunimitsu Sekiguchi
Kunimitsu Sekiguchi (関口 訓充, Sekiguchi Kunimitsu, Tama, 26 december 1985) is een Japans voetballer die als middenvelder speelt bij Vegalta Sendai.

## Interlandcarrière
Sekiguchi speelde sinds 2010 reeds drie interlands voor de Japanse nationale ploeg. Hij maakte zijn debuut op 8 oktober 2010 in een vriendschappelijke wedstrijd tegen Argentinië.

## Statistieken
| Japans voetbalelftal | Japans voetbalelftal | Japans voetbalelftal |
| Jaar                 | Wed.                 | Dlp.                 |
| -------------------- | -------------------- | -------------------- |
| 2010                 | 1                    | 0                    |
| 2011                 | 2                    | 0                    |
| Totaal               | 3                    | 0                    |